# Saint-Jean-le-Vieux (Pyrénées-Atlantiques)
Saint-Jean-le-Vieux (baskisch Donazaharre) ist eine französische Gemeinde mit 878 Einwohnern (Stand 1. Januar 2022) im Département Pyrénées-Atlantiques in der Region Nouvelle-Aquitaine.
Durch Ort führt der Fernwanderweg GR 65, welcher weitgehend dem historischen Verlauf des französischen Jakobsweges Via Podiensis folgt.

## Geografie
Saint-Jean-le-Vieux liegt am Fuß der Pyrenäen, im äußersten Südwesten Frankreichs und gehört zum französischen Baskenland. Der Ort liegt an dem Flüsschen Laurhibar, einem Nebenfluss der Nive.
Die nächste Stadt ist Bayonne, die man in nordwestlicher Richtung über die D22 nach circa 55 Straßenkilometern erreicht.
Die nächsten französischen Großstädte sind Toulouse (218 km) in östlicher und Bordeaux (192 km) in nördlicher Richtung.

## Geschichte
Der Name Saint-Jean-le-Vieux ist historisch in den romanischen Varianten Sant-Juan-el-Viejo (1479), San-Juan-lo-Bielh (1513), S-Iean le Vieux (1650) und Sanctus-Petrus de Saint-Jean-le-Vieux (1685) überliefert.
In römischer Zeit war Saint-Jean-le-Vieux unter dem Namen Imus Pyrenaeus eine am Fuß der Pyrenäen, an der Straße von Bordeaux über Pamplona nach Astorga gelegene Station. Sie wird sowohl im Verzeichnis Itinerarium Antonini, als auch auf Karten aus dem Jahr 211 genannt. Die Streckenführung über Saint-Jean-Pied-de-Port bildet sich erst später heraus.
In Ausgrabungen wurden Reste römischer Bauten, Münzen und andere Fundstücke freigelegt.
Vor dem 13. Jahrhundert befand sich in Saint-Jean-le-Vieux das größte Hospiz auf dem Wege nach Santiago de Compostela. Die Kapelle von Saint-Blaise-d’Apat ospitalea war die Abtei des Hospizes, das durch den Johanniterorden betrieben wurde.
Vor der Französischen Revolution gehörte der Ort zum Gebiet des Pays de Cize in der Provinz Baskenland von Nieder-Navarra (frz. Basse-Navarre), welches den französischen Teil des ehemaligen Königreichs Navarra umfasste.

### Einwohnerentwicklung
| Jahr      | 1793 | 1800 | 1836 | 1866 | 1901 | 1936 | 1962 | 1982 | 1990 | 1999 | 2006 |
| Einwohner | 1031 | 659  | 1221 | 955  | 920  | 844  | 714  | 904  | 910  | 880  | 858  |

## Politik

### Wappen
Beschreibung: In Gold neun (3;3;3) rot-weiß gespaltene Kugeln.

## Jakobsweg (Via Podiensis)
Von den zahlreichen mittelalterlichen Pilgereinrichtungen finden sich kaum noch Spuren.
Heute bietet Saint-Jean-le-Vieux für Pilger eine Etappenherberge (französisch: Gîte d'étape), ein Hotel und Privatzimmer (französisch: Chambre d'hôtes). Der weitere Jakobsweg führt über La Magdeleine zum nur vier Kilometer entfernten Endpunkt der Via Podiensis Saint-Jean-Pied-de-Port, wo der Camino Francés nach Santiago de Compostela, mit dem Aufstieg in die Pyrenäen, beginnt.

## Kultur, Sehenswürdigkeiten und Wirtschaft
- Reste des „römischen Lagers“ und der Römerstraße aus dem ersten und zweiten Jahrhundert.
- Schloss Harriet aus dem späten Mittelalter, war ehemals die Kommandantur des Hospizes.
- Das Herrenhaus Château d’Irunberri stammt aus dem 17. und 18. Jahrhundert.
- Die Kapelle Saint-Blaise stammt aus dem 12. Jahrhundert.
- Die Kirche Saint-Pierre. Das Portal aus dem 12. Jahrhundert ist das einzige erhaltene Gebäudeteil aus dieser Zeit.[3]
- Auf dem Friedhof gibt es zwei scheibenförmige baskische Stelen aus dem 17. Jahrhundert.[4]

Circa 23 % der Bevölkerung des Kantons arbeitet in der Landwirtschaft. Bei den landwirtschaftlichen Produkten stellen Käseherstellung und Weinanbau den Schwerpunkt dar. Der Wein wird unter der Bezeichnung Irouléguy (AOC) vermarktet.